# World of Warcraft: The Burning Crusade
World of Warcraft: The Burning Crusade (срп. Свет Воркрафта: Горући Крсташки рат; позната као TBC или BC) је Близардова прва експанзија за ММОРПГ, игру World of Warcraft. У продају пуштена у поноћ 16. јануара 2007. у Европи и Северној Америци а 17. јануара 2007. године у Аустралији, Нови Зеланду, Сингапуру, Тајланду и Малезији. На сам дан издавања продато је скоро 2,4 милиона примерака што је најбрже продавана компјутерска игра у тим регионима. Укупно је продато око 3,53 милиона примерака у првом месецу издавања, укључујући 1,9 милиона у Северној Америци, око 100.000 примерака у Аустралији и Новом Зеланду, и скоро 1,6 милиона у Европи. 1. фебруара 2007.; игра је пуштена у продају у Јужној Кореји а 30. априла 2007. у Тајвану, Хонгконгу и Макау. Игра је објављена у Кини 6. септембра 2007. Дана 28. јуна 2011, Близард је објавио да се експанзија спаја са оригиналом игром.

## Начин игре

### Промене у експанзији
Нова експанзија је донела и промене у орингналној игри. Додате су две нове расе по једна за сваку фракцију Драенеи (енгл. Draenei) у Савезницима (енгл. Alliance) и Крвави Вилењаци (енгл. Blood Elves) у Хорди (енгл. Horde).
Класа Шаман (енгл. Shaman) је у оригиналној игри била искључиво за фракцију Хорде (Орци (енгл. Orcs), Тролови (енгл. Trolls) и Таурени (енгл. Tauren) а класа светог витеза је била искључиво за фракцију Алијансе (Људи (енгл. Humans) и Патуљци (енгл. Dwarves)). Са новом експанзијом то је омогућила играчима да буду са новим расама Драенеи и класа Шаман у (Алијанси), и Крвавим Вилењацима и класа Паладин у (Хордама). Ниво напредовања карактера је подигнут за десет, што је 70 (за разлику од 60 који је био максимални ниво у оригиналном издању World of Warcraft), поред тога додата је нова планета Земља ван домашаја (енгл. Outland).
У односу играч против играча (енгл. Player versus player или PvP), нова експанзија је донела ново бојно поље (енгл. Battleground) Око олује (енгл. Eye of the Storm) са двема варјацијама: први је прилагођен за нивое 61-69, а други за ниво 70. Eye of the Storm је бојно поље је доступно само онима који су надоградили оригналну верзију експанзијом.

### Заплет приче
Име експанзије се односи на повратак у „Горуће Легије“ (енгл. Burning Legion); огромне војске демона, које представљају једну од главних антагонистичких снага Воркрафт-универзума и чија последња инвазија завршена поразом у Воркрафт III: Владавина Хаоса (енгл. Warcraft III: Reign Of Chaos). Ова легија и њени савезници су главни непријатељи против којих ће се играчи борити против у експанзији World of Warcraft: The Burning Crusade. Поред неких нових области на Азероту, ова експанзија поседује нови свет Земљу ван домашаја који контролише Горућа Легија и остала моћна бића.

### Нове расе
У овој експанзији постоје две нове расе:
- Крвави Вилењаци (енгл. Blood Elves), за Хорде
- Драенеи (енгл. Draenei), за Алијансу

Крвави Вилењаци (Син'Дореи, што значи „Деца крви") чине бивши Високи Вилењаци који су уклоњени из Алијансе. Током Трећег рата, Пошаст немртвих су напали и уништили краљевство Куелталас са намером да разоре Сунчан бунар, велики извор вилењачке магије. Без ње, многи високи вилењаци су постали преслаби и у свом очају окренули су се демонској магији. Себе су називали Крвави Вилењаци у част њиховог палог народа. Међутим, њихова зависност од магије ће их коштати савеза са Алијансом, па су се уместо тога придружили Хорди у настојању да опстану као народ.
Драенеи ("прогоњени“ на свом матерњем језику) првобитно названи Ередар, имају дугу историју која обухвата неколико хиљада година. Пре 25.000 година, тамни Титан Саргерас пришао тројци Ередар лидера, Арчимоду, Килџелдену и Велену, обећавајући им незамисливу моћ у замену за њихову лојалност. Међутим пророк Велен је предвидео уништење које ће се изазвати под вођством Саргераса, окупио оне који су му веровали и побегли са своје планете уз помоћ Нару. Килџелден и Арчимод су међутим подлегли обећању Саргераса о бесконачној моћи. Лутајући кроз разне светове, Велен и његови саборци су завршили на планети Дренор или оно што је данас познато као Аутланд, где су имали слаб пакт са народом оркова. По доласку Килџелдена Орци су почели да користе демонску магију. Кил'јаеден убеђује орке да су им Драенеи непријатељи да их треба потпуно уништити. Малобројни преживели Драенеи на свом броду Ексодар напустили су Дренор и упутили се ка Азероту. Ексодар се приликом слетања срушио а преостали Драенеи су дочекани од Алијансе као сабраћа у светлости.

## Развој

### Дистибутерске грешке
Близард је направио низ грешака приликом дистрибуције World of Warcraft: The Burning Crusade у Европи. Једна таква грешка је била неуспех да се региструјете Колекционарска едиција која је обухватала и награде у игри. Као такав, играчи који су купили колекционарско издање морали су због системске грешке да пошаљу бројне доказе о куповини оригналне Близард игре поштом у циљу да се добију предвиђене награде. Да би компензовали за задате невоље Близард је послао овим играчима ексклузивну награду у игри која се није могла наћи у другим регионима.
Као пример само 1.600 примерака ових издања је испоручено у Румунији, која је имала више од 10.000 World of Warcraft претплатника.